# Tubulipora hemiphragmata
Tubulipora hemiphragmata är en mossdjursart som beskrevs av Harmelin 1976. Tubulipora hemiphragmata ingår i släktet Tubulipora och familjen Tubuliporidae. Inga underarter finns listade i Catalogue of Life.